# شيمون بافووفسكي
شيمون بافووفسكي (بالبولندية: Szymon Pawłowski)‏ هو لاعب كرة قدم بولندي في مركز الوسط، ولد في 4 نوفمبر 1986 في Gmina Połczyn-Zdrój ‏ في بولندا. شارك مع منتخب بولندا تحت 21 سنة لكرة القدم ومنتخب بولندا لكرة القدم. أما مع النوادي، فقد لعب مع زاغويمبيه لوبين ولخ بوزنان.

## وصلات خارجية
- شيمون بافووفسكي على موقع قاعدة بيانات كرة القدم.إي يو (الإنجليزية)
- شيمون بافووفسكي على موقع ناشيونال فوتبول تيمز (الإنجليزية)
- شيمون بافووفسكي على موقع Soccerway.com (الإنجليزية)
- شيمون بافووفسكي على موقع عالم كرة القدم.نت (الإنجليزية)
- شيمون بافووفسكي على موقع AS.com (الإسبانية)